# G. L. Murray
G. L. Murray (* um 1880; † nach 1910) war eine englische Badmintonspielerin.

## Karriere
G. L. Murray gehörte zu den bedeutendsten Badmintonspielerinnen in der Anfangszeit der Sportart. Sie gewann jeweils fünf Mal die All England und die Scottish Open. 1907 und 1909 war sie bei den South of England Championships erfolgreich.

## Sportliche Erfolge
| Saison | Veranstaltung | Disziplin   | Platz | Name                              |
| ------ | ------------- | ----------- | ----- | --------------------------------- |
| 1906   | All England   | Mixed       | 2     | Norman Wood / G. L. Murray        |
| 1907   | All England   | Mixed       | 1     | George Alan Thomas / G. L. Murray |
| 1907   | All England   | Damendoppel | 1     | G. L. Murray / Meriel Lucas       |
| 1907   | Scottish Open | Mixed       | 1     | George Alan Thomas / G. L. Murray |
| 1908   | All England   | Damendoppel | 1     | G. L. Murray / Meriel Lucas       |
| 1908   | All England   | Dameneinzel | 2     | G. L. Murray                      |
| 1908   | All England   | Mixed       | 2     | George Alan Thomas / G. L. Murray |
| 1908   | Scottish Open | Damendoppel | 1     | Meriel Lucas / G. L. Murray       |
| 1909   | Scottish Open | Mixed       | 1     | George Alan Thomas / G. L. Murray |
| 1909   | All England   | Damendoppel | 1     | G. L. Murray / Meriel Lucas       |
| 1909   | Scottish Open | Damendoppel | 1     | Meriel Lucas / G. L. Murray       |
| 1910   | Scottish Open | Mixed       | 1     | George Alan Thomas / G. L. Murray |